# Stazione di Nagareyama-Ōtakanomori
La stazione di Nagareyama-Ōtakanomori (流山おおたかの森駅?, Nagareyama-Ōtakanomori-eki) è una stazione ferroviaria di interscambio situata nella città di Nagareyama della prefettura di Chiba, in Giappone ed è servita dalla linea Tsukuba Express della MIRC, e dalla linea Tōbu Noda delle Ferrovie Tōbu.

## Linee
MIRC
● Tsukuba Express
 Ferrovie Tōbu
● Linea Tōbu Noda

## Struttura
La stazione, inaugurata nel 2005, è divisa in due sezioni separate per ciascuno dei due operatori. L'area dello Tsukuba Express è costituita da quattro binari su viadotto serviti da due marciapiedi a isola con porte di banchina installate a protezione, mentre quella delle Ferrovie Tōbu è in superficie, con due binari serviti da due piattaforme laterali. Sebbene la linea Noda passasse qui sin dall'inizio, la stazione è stata realizzata nel 2005 per permettere l'interscambio con lo Tsukuba Express.

### Stazione Tsukuba Express (in viadotto)
| 1-2 | ● Tsukuba Express | per Moriya e Tsukuba                    |
| 3-4 | ● Tsukuba Express | per Misato-chūō, Kita-Senju e Akihabara |

### Stazione linea Noda (in superficie)
| 1 | ● Linea Tōbu Noda | per Nodashi, Kasukabe e Ōmiya                   |
| 2 | ● Linea Tōbu Noda | per Kashiwa, Mutsumi, Shin-Kamagaya e Funabashi |

## Stazioni adiacenti
| «                      | Servizio                  | »                  |
| Tsukuba Express        | Tsukuba Express           | Tsukuba Express    |
| ---------------------- | ------------------------- | ------------------ |
| Nagareyama-centralpark | Locale                    | Kashiwanoha-campus |
| Minami-Nagareyama      | R. sezionale R. pendolari | Kashiwanoha-campus |
| Minami-Nagareyama      | Rapido                    | Moriya             |
| Linea Noda             |                           |                    |
| Hatsuishi              | Locale                    | Toyoshiki          |